# سيسيل كليفتون
سيسيل كليفتون (8 ديسمبر 1885 - 12 مارس 1930) (بالإنجليزية: Cecil Clifton)‏ هو لاعب كريكت بريطاني.